# El Impenetrable
En Argentina se llama Impenetrable o El Impenetrable a una gran región de bosque nativo de más de 40 000 km² en la llanura chaqueña occidental, al noroeste de la provincia del Chaco. Comprende también una porción de las provincias de Formosa, Salta y Santiago del Estero. Es bordeado por los ríos Teuco y Bermejo y es atravesado por el Bermejito.
En ella se encuentra el Parque provincial Loro Hablador, nombre en honor a una especie de loro que habita en la región, y el parque nacional El Impenetrable.

## Origen
El nombre "impenetrable" describe la cobertura vegetal de la región, densa y cerrada y con muchas especies de arbustos espinosos. A esta característica se suma la gran escasez de agua superficial, que impide o dificulta la exploración.

## Localización
El Impenetrable abarca cerca de 4 millones de hectáreas de bosques nativos de la región chaqueña semiárida, ubicadas principalmente en el noroeste de la provincia del Chaco. Comprende también una porción del este de Salta, el oeste de Formosa y el noreste de Santiago del Estero.
Su nombre se debe a la dificultad de atravesarlo por lo agreste y tupida de su vegetación, representada por árboles como quebracho colorado y blanco, algarrobo, palo borracho, guayacán, mistol, palo santo, urunday, itín; y abundancia de cactus, arbustos, fachinales, enredaderas, claveles del aire y varias orquídeas. La región alberga especies seriamente amenazadas como el yaguareté, el tatú carreta y el oso hormiguero. También se encuentran el puma, la corzuela o guazuncho, el pecarí, el tapir o anta, el loro hablador, el carpintero negro, la charata, el águila coronada, el halcón blanco, el carancho, el yacaré negro, la tortuga de tierra y el caimán overo.

## Clima

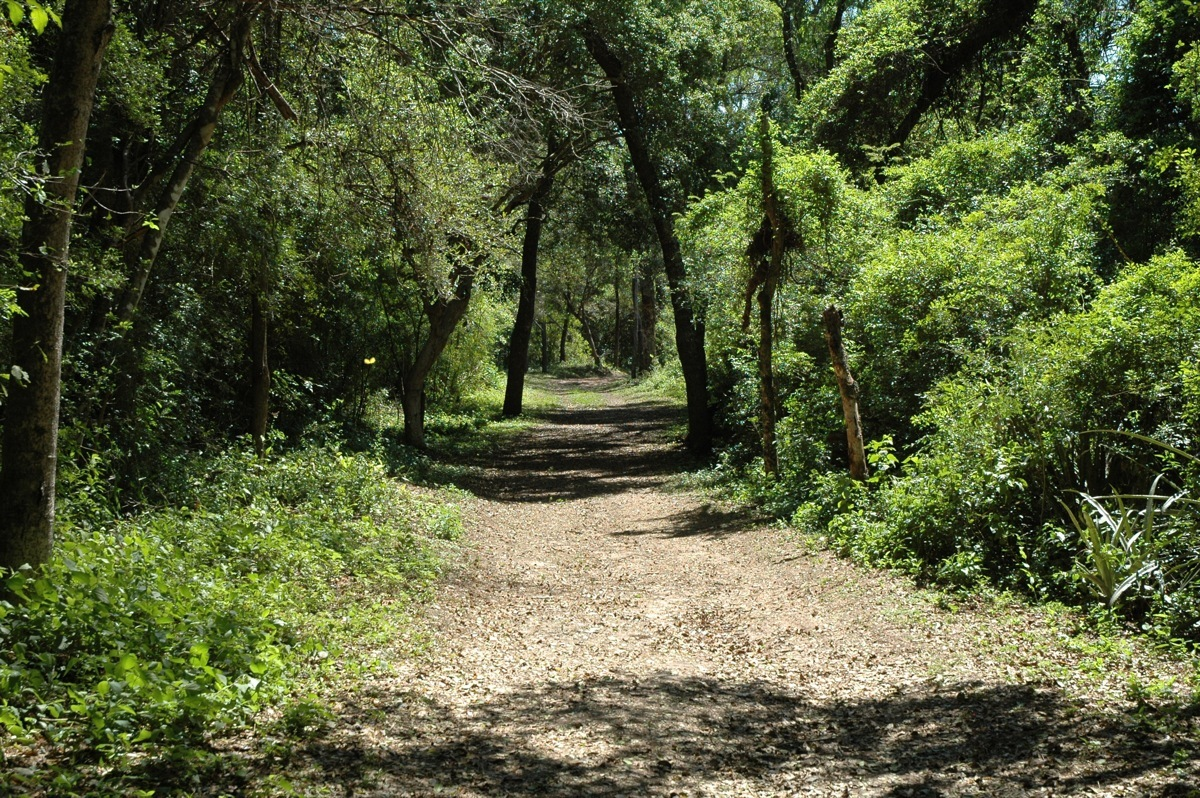
Sendero selvático en el Parque nacional Chaco.

El clima es semitropical continental. Se caracteriza por los extremos de calor durante la primavera y el largo verano (llegando ocasionalmente a 45 °C), estando la máxima media estival entre 34 °C y 37 °C,  y por la sequía prolongada de abril a noviembre. Durante el invierno (junio a septiembre) los días suelen ser agradables (18 °C a 25 °C) con noches frescas (5 °C a 12 °C), pero suelen producirse olas de calor invernales llegando hasta 35 °C, así como también irrupciones de aire frío con temperaturas nocturnas ligeramente por debajo de 1 °C, e incluso días con máximas cercanas a los 10 °C.
Los meses de transición (abril y mayo, septiembre y octubre) presentan frecuentes días con temperaturas estivales, alternados con días más frescos.
Las precipitaciones anuales varían de 600 mm a 690 mm, produciéndose casi exclusivamente entre noviembre y abril, en gran parte con tormentas eléctricas intensas. Es notable la variabilidad de las precipitaciones de un año a otro, habiendo años más húmedos y otros con sequías prolongadas.

## Flora
Presenta árboles de madera dura y abundantes espinas y grandes cactus arborescentes de los géneros Opuntia y Cereus, extensamente ramificadas y que superan los 6 m de altura. También son frondosas las enredaderas, claveles del aire y algunos géneros de orquídeas. Se encuentran árboles como los quebrachos colorado santiagueño y blanco, itín, algarrobo negro y otras especies de algarrobos, palo santo, urunday, guayacán, palo borracho, aromos, entre otros.
|                                                        |
| Flores de palo borracho, uno de los árboles de la zona |

|      |
| Itín |

|           |
| Algarrobo |

## Fauna
La fauna de la zona está integrada por varias especies protegidas, principalmente en el Parque Provincial Loro Hablador. Tienen su hábitat en el área la corzuela parda (Mazama gouazoubira), los pecaríes de collar (Tayassu tajacu) y labiado (Tayassu pecari), los aguarás guazú (Chrysocyon brachiurus) y popé (Procyon cancrivorus), los zorros de monte (Cerdocyon thous) y gris (Lycalopex gymnocercus), el puma (Puma concolor) y el zorrino común (Conepatus chinga), además del oso hormiguero gigante (Myrmecophaga tridactyla), el tapir anta (Tapirus terrestris), el mono aullador (Alouatta caraya), el lagarto colorado (Salvator rufescens), el yacaré overo (Caiman latirostris) y varias especies de ofidios.

Se ha registrado la presencia de gran cantidad de aves —algunas en riesgo de extinción o amenazadas—, como la charata, el chajá, loros, palomas de monte, águila coronada, el carancho y numerosas passeriformes.
|              |
| Aguará guazú |

|                             |
| Zorro de monte o cangrejero |

|      |
| Puma |

|                        |
| Oso hormiguero gigante |

|              |
| Yacaré overo |

## Destrucción del medio ambiente en el Impenetrable
La Secretaría de Medio Ambiente estimó que, entre los años 1998 y 2006, en la Argentina se perdieron 1,11 millones de hectáreas de bosques nativos, de las cuales más del 60% correspondieron a la zona del Impenetrable.
La empresa La Forestal (The Forestal Land, Timber and Railways Company Limited), ya desaparecida, destruyó a finales del siglo XIX la zona por una gran deforestación sin control del quebracho. La zona tardó mucho en volver a repoblarse de ejemplares de esta especie. Ese hecho fue uno de los más graves acontecidos de destrucción del medio ambiente en el país.

## Situación de la población
Actualmente, en “El Impenetrable” viven cerca de 60.000 personas; la mayoría nativos de la zona (wichís y tobas), campesinos y pequeños productores rurales. La deforestación provoca la desaparición de los animales y otros alimentos y medicinas que utilizan las comunidades originarias. Por su parte, miles de familias campesinas basan su sustento en la producción vacuna y caprina. 

### Crisis humanitaria
La población autóctona del Impenetrable atraviesa una situación de extrema precariedad, con condiciones sanitarias y alimentarias propias de un desastre humanitario. Las comunidades wichis del Impenetrable chaqueño sufren de desnutrición.[cita requerida] Existen diversos organismos y leyes que protegen a estas comunidades, cuyo éxito ha sido escaso.
Los integrantes de los pueblos originarios recolectan frutos y miel del bosque, practican la caza, la pesca, trabajan en obrajes madereros o son cosecheros temporarios. Tallan la madera del palo santo, tejen con fibras de chaguar y realizan alfarería. Gran parte de los wichís conservan elementos de su rica cosmovisión, su lengua y curaciones naturales. Algunos trabajan como maestros, enfermeros, auxiliares contables, o desempeñando cargos en municipalidades, escuelas u hospitales. Otros trabajan en la fabricación de ladrillos y la venta de artesanías (alfarería y tejidos).